# Куперс-Крик
Ку́перс-Крик (англ. Coopers Creek, досл.: «ручей Купера») — небольшое село в округе Уаимакарири, на Южном острове Новой Зеландии. Село находится в предгорьях Южных Альп и пользуется популярностью среди туристов, так как здесь начинается множество пеших туристических маршрутов.

## Климат
Средняя температура летом в Куперс-Крик составляет 16,2 °C, а зимой — 5,9 °C..
| Показатель              | Янв. | Фев. | Март | Апр. | Май | Июнь | Июль | Авг. | Сен. | Окт. | Нояб. | Дек. |
| ----------------------- | ---- | ---- | ---- | ---- | --- | ---- | ---- | ---- | ---- | ---- | ----- | ---- |
| Средняя температура, °C | 16,8 | 16,3 | 14,6 | 11,6 | 8,3 | 5,8  | 5,3  | 6,5  | 8,9  | 11,2 | 13,3  | 15,5 |
| Источник:               |      |      |      |      |     |      |      |      |      |      |       |      |